# Йозеф Франц фон Валдбург-Волфег
Йозеф Франц Леодегар Антон Евзебиус фон Валдбург-Волфег (на немски: Joseph Franz Leodegar Anton Eusebius von Waldburg-Wolfegg; * 14 септември 1704; † 29 април 1774) е наследствен „трушсес“, фрайхер на Валдбург, граф на Волфег и др. (1735 – 1774), във Фридберг (1772 – 1785), императорски кемерер.

## Произход
Той е най-големият син на имперския наследствен „трушсес“ граф Фердинанд Лудвиг фон Валдбург-Волфег (1678 – 1735) и съпругата му фрайин Мария Анна Амалия Рената фон Шеленберг (1681 – 1754), дъщеря на фрайхер Франц Кристоф фон Шеленберг (1651 – 1708) и фрайин Мария Анна Рената фон Шеленберг († 1715), дъщеря на Йохан Якоб фон Шеленберг († 1692). Майка му е наследничка на 1/2 Кислег, Рьотзее ен Вешхайм (Лотарингия).
Братята му са Йохан Фердинанд Кристоф фон Валдбург-Волфег (1705 – 1773), домхер в Кьолн (1717), в „колегиум Германикум ин Рома“ (1724 – 1727), домхер (1728), коадютор (1748), домпропст (1750), коадютор (1753), пропст на „Св. Стефан“ в Констанц (1755 – 1773), Максимилиан Хайнрих Йозеф Вилибалд Антон Евзебиус фон Валдбург-Волфег (1710 – 1758), и Карл Еберхард Вунибалд Ксавер Евзебиус Дидакус фон Валдбург-Волфег (1717 – 1798, наследствен „трушсес“, граф на Валдбург-Волфег (1791 – 1798), генерал-лейтенант на Швебския окръг.

## Фамилия
Първи брак: на 20 октомври 1735 г. с роднината си алтграфиня Анна Мария Луиза Шарлота фон Залм-Райфершайт (* 25 май 1712; † 10 ноември 1760), дъщеря на граф и алтграф Франц Ернст фон Залм-Райфершайт (1659 – 1727) и принцеса Анна Франциска фон Турн и Таксис (1683 – 1763). Те имат 15 деца:
- Фердинанд фон Валдбург-Волфег (* 25 септември 1736; † 24 януари 1779), фрайхер, имперски наследствен трушес, граф на Валдбург-Волфег и др. (1774 – 1779), императорски кемерер, женен на 26 юли 1763 г. за графиня Мария Каролина фон Валдбург-Цайл (* 22 юни 1738; † 22 февруари 1779), дъщеря на граф имперски наследствен трушес Франц Ернст фон Валдбург-Цайл-Вурцах (1704 – 1781) и графиня Мария Елеонора фон Кьонигсег-Ротенфелс (1711 – 1766)
- Йозеф Мария Август Карл Макс Антон Ксавер Вилибалд Евзебиус фон Валдбург-Волфег (* 7 септември 1737; † 18 септември 1737)
- Мария Анна Лудовика Валпургис Франциска Терезия Фелицитас Вероника Евзебия фон Валдбург-Волфег (* 4 февруари 1739; † 10 ноември 1740)
- Мария Валпургис Габриела Тереза Каролина Евзебия (* 5 юли 1740, Волфег; † 27/28 ноември 1796), монахиня в Бухау, омъжена във Волфег на 24 януари 1762 г. за граф Анселм Викториан Фугер фон Кирхберг-Вайсенхорн (* 14 август 1729; † 7 юли 1793)
- Йозеф Алойз Бартоломеус Йохан Непомук Бенедикт Евзебиус фон Валдбург-Волфег (* 24 август 1752; † 5 януари 1791), имперски наследствен трушес, граф на Валдбург-Волфег (1779 – 1791), Фридберг (до 1785), женен на 12 септември 1779 г. за графиня Мария Анна Алойзия фон Кьонигсег-Аулендорф (* 11 или 1758; † 14 февруари 1836), дъщеря на граф Херман Фридрих фон Кьпнигсег-Аулендорф (1723 – 1786) и графиня Мария Елеонора фон Кьонигсег-Ротенфелс (1728 – 1793)
- Гебхард Мария Георг Кьолестин Доминикус Евзебиус фон Валдбург-Волфег (* 3 август 1741; † 13 август 1741)
- Мария Анна Франциска Доминика Антония Валпургис Евзебия фон Валдбург-Волфег (* 5 август 1742; † 17/30 май 1743)
- Мария Бернхардина Катарина Елеонора Йохана Евсебия фон Валдбург-Волфег (* 25 декември 1743; † 22 септември 1814)
- Йохан Баптист Мария Йозеф Йоахим Ксавер Франц Вилхелм Евзебиус фон Валдбург-Волфег (* 15 декември 1745; † 19 януари 1747)
- Франц Йозеф Йоахим Макс Карл Бенедикт Ксавер Евзебиус фон Валдбург-Волфег (* 21 март 1748; † 10 август 1752)
- Мария Лудовика Кресценция Схоластика Евзебия фон Валдбург-Волфег
- Анна Мария Елеонора Франциска Бригита Евзебия фон Валдбург-Волфег (* 7 октомври 1749; † 15 февруари 1761)
- Мария Габриела Анна Фридерика Евзебия фон Валдбург-Волфег (* 11 декември 1750; † 3 февруари 1751/1752)
- Мария Лудовика Анна Кресценция Схоластика Евзебия фон Валдбург-Волфег (* 24 август 1752; † 8 юли 1787), монахиня в Бухау
- Йозеф Алойз Бартоломеус Йохан Непомук Бенедикт Евзебиус фон Валдбург-Волфег (* 24 август 1752; † 5 януари 1791)
- Мария Анна Каролина Йохана Непомуцена Алойзия Евзебия фон Валдбург-Волфег (* 26 юли 1754; † 9 февруари 1758)

Втори брак: на 21 април 1761 г. с Мария Аделхайд (Фердинанда) имперска наследствена трушсеса фрайин фон Валдбург, графиня на Траухбург (* 28 декември 1728; † 25 февруари 1787), дъщеря на граф Фридрих Антон Марквард фон Валдбург-Траухбург-Кислег (1700 – 1744) и фрайин Мария Каролина Зигисмунда фон Кюенбург (1705 – 1782). Те имат една дъщеря:
- Мария Каролина Франциска Габриела Йозефина Аделхайд Валпургис Кресценция Евзебия фон Валдбург-Волфег (* 18 март 1762; † 1833/1832), омъжена на 15 февруари 1794 г. за фрайхер Антон Йозеф Алойз фон Пфлумерн († 2 февруари 1828)